# Marion (Alabama)
Pour les articles homonymes, voir Marion.
La ville de Marion est le siège du comté de Perry, dans l'État de l'Alabama, aux États-Unis.

## Démographie
| 1850  | 1860  | 1870  | 1880  | 1890  | 1900  | 1910  | 1920  |
| ----- | ----- | ----- | ----- | ----- | ----- | ----- | ----- |
| 1 544 | 1 408 | 2 646 | 2 074 | 1 982 | 1 698 | 1 834 | 2 035 |

| 1930  | 1940  | 1950  | 1960  | 1970  | 1980  | 1990  | 2000  |
| ----- | ----- | ----- | ----- | ----- | ----- | ----- | ----- |
| 2 141 | 2 382 | 2 822 | 3 807 | 4 289 | 4 467 | 4 211 | 3 511 |

| 2010  | - | - | - | - | - | - | - |
| ----- | - | - | - | - | - | - | - |
| 3 686 | - | - | - | - | - | - | - |